# Puerto Rico a 2022. évi téli olimpiai játékokon
Puerto Rico a kínai Pekingben megrendezett 2022. évi téli olimpiai játékok egyik részt vevő nemzete volt. Az országot az olimpián 2 sportágban 2 sportoló képviselte, akik érmet nem szereztek.

## Alpesisí
Férfi
| Versenyző        | Versenyszám      | 1. futam | 1. futam | 2. futam | 2. futam | Összesítés | Összesítés |
| Versenyző        | Versenyszám      | Idő      | Hely.    | Idő      | Hely.    | Idő        | Helyezés   |
| ---------------- | ---------------- | -------- | -------- | -------- | -------- | ---------- | ---------- |
| William Flaherty | Óriás-műlesiklás | 1:20,16  | 48.      | 1:21,26  | 38.      | 2:41,42    | 40.        |
| William Flaherty | Műlesiklás       | 1:09,86  | 51.      | 1:02,57  | 42.      | 2:12,43    | 44.        |

## Szkeleton
| Versenyző    | Versenyszám | 1. futam | 1. futam | 2. futam | 2. futam | 3. futam | 3. futam | 4. futam | 4. futam | Összesítés | Összesítés |
| Versenyző    | Versenyszám | Idő      | Hely.    | Idő      | Hely.    | Idő      | Hely.    | Idő      | Hely.    | Idő        | Helyezés   |
| ------------ | ----------- | -------- | -------- | -------- | -------- | -------- | -------- | -------- | -------- | ---------- | ---------- |
| Kellie Delka | Női         | 1:04,83  | 24.      | 1:04,47  | 24.      | 1:04,55  | 24.      | kiesett  | kiesett  | 3:13,85    | 24.        |